# Ayía Marína (ort i Grekland, Grekiska fastlandet, Fthiotis, lat 38,57, long 22,71)
Ayía Marína (Agia Marina) är en ort i Grekland.   Den ligger i prefekturen Fthiotis och regionen Grekiska fastlandet, i den centrala delen av landet, 110 km nordväst om huvudstaden Aten. Ayía Marína ligger 306 meter över havet och antalet invånare är 229.
Terrängen runt Ayía Marína är varierad. Runt Ayía Marína är det ganska glesbefolkat, med 22 invånare per kvadratkilometer. Närmaste större samhälle är Káto Tithoréa, 4,4 km norr om Ayía Marína. 